# 宋庆龄樟树奖
宋庆龄樟树奖于1985年6月由中国福利会创设的全国性专项奖；旨在团结和激励妇女儿童工作者以宋庆龄为榜样，更加积极地投身于妇幼保健卫生和儿童文化教育事业。樟树，是宋庆龄女士生前最喜爱的植物。该奖每两年评选颁发一次。
获得此奖的知名人士有：前中共中央政治局候补委员、全国人大常委会副委员长陈慕华，全国人大常委会副委员长顾秀莲；著名儿童文学作家冰心、陈伯吹；艺术家张乐平、于蓝、濮存昕等。